# أندي هيرون
أندي فرانسيسكو هيرون أغوييار (بالإسبانية: Andy Herron)‏ (مواليد 2 مارس 1978 في ليمون) لاعب كرة قدم كوستاريكي دولي يجيد اللعب في خط الهجوم . يلعب حاليا لصالح نادي يونيفيرسيداد دي سان كارلوس الغواتيمالي من سنة 2010 .

## روابط خارجية
- أندي هيرون على موقع الاتحاد الدولي (مؤرشف)  (الإنجليزية)
- أندي هيرون على موقع الدوري الأمريكي (الإنجليزية)
- أندي هيرون على موقع قاعدة بيانات كرة القدم.إي يو (الإنجليزية)
- أندي هيرون على موقع ناشيونال فوتبول تيمز (الإنجليزية)
- أندي هيرون على موقع Soccerway.com (الإنجليزية)